# Jugendschutzlager Uckermark
Jugendschutzlager Uckermark – niewielki niemiecki obóz koncentracyjny, filia obozu Ravensbrück koło miejscowości Fürstenberg w Brandenburgii. Obóz przeznaczony był początkowo dla dziewcząt a następnie został przekształcony w obóz zagłady.

## Dzieje
Został otwarty w maju 1942 roku jako obóz dla dziewcząt w wieku od 16 do 21 lat aresztowanych za przestępstwa kryminalne lub dla trudnych jednostek mających kłopoty z prawem. Dziewczęta, które przekroczyły 21 lat były przenoszone do obozu Ravensbrück. Administracja Uckermark podlegała administracji obozu Ravensbrück. Początkowo nadzorczynią obozu – SS-Lagerführerin była Lotte Toberentz. Oprócz niej znane są jeszcze SS-Aufseherin Johanna Braach, Ruth Neudeck (od grudnia 1944 Oberaufseherin), Margarete Rabe. Lotte Toberentz i Johanna Braach  zostały osądzone przez sąd brytyjski w tzw. Trzecim procesie Ravensbrück  i zostały uniewinnione. W tym samym procesie Ruth Neudeck została skazana na karę śmierci. W Drugim procesie Ravensbrück Margarete Rabe skazana została na dożywotnie pozbawienie wolności, karę tę zamieniono na 21 lat pozbawienia wolności, ostatecznie wyszła na wolność po paru latach.
W styczniu 1945 roku obóz został zamknięty. W jego zabudowaniach utworzono obóz zagłady przeznaczony do eksterminacji osób chorych, niezdolnych do pracy lub kobiet powyżej 52 roku życia. Ponad 5000 kobiet zostało tu zamordowanych, przeżyło jedynie około 500 kobiet i dzieci. Obóz funkcjonował do marca 1945. W nocy z 29 na 30 kwietnia 1945 roku został on zajęty przez Armię Czerwoną. 
Obecnie (2010) zabudowania obozu są zniszczone i trudne do rozpoznania.